# Stoupavost
Stoupavost v aerodynamice označuje rychlost stoupání letounu, tj. jak rychle je letoun schopen nabrat výšku. Obecně jsou měrnou jednotkou metry za sekundu (m/s), ve Spojených státech amerických se označuje ve stopách za minutu (ft/min). Stoupavost s výškou letu klesá, proto se pro porovnávání letadel používá většinou tzv. „počáteční stoupavost“ což je stoupavost v nulové výšce. Stoupavost se měří variometrem.
Rekord ve stoupavosti v současnosti drží letoun Suchoj Su-27 s hodnotou 325 m/s (64,000 ft/min).[zdroj?]
Stoupavost se také používá u vozidel, kde udává schopnost překonat stoupání počítané v procentech, a také u plachetnic, kde vyjadřuje schopnost lodí přitočit se co nejtěsněji k větru.